# Reborn (Trapt)
Reborn è il sesto album in studio del gruppo musicale hard rock statunitense Trapt, pubblicato nel 2013.

## Tracce
Edizione standard
1. Bring It – 3:39
2. Love Hate Relationship – 4:13
3. Experience – 3:52
4. Living in the Eye of the Storm – 3:51
5. Livewire (Light Me Up) – 4:08
6. Strength in Numbers – 4:00
7. Get Out of Your Own Way – 3:42
8. Going Under – 3:18
9. Too Close – 3:09
10. When It Rains – 3:50
11. You're No Angel – 3:32

Tracce aggiuntive edizione Deluxe
1. Bring It (Acoustic) – 3:32
2. Love Hate Relationship (Acoustic) – 3:52
3. Experience (Acoustic) – 3:48
4. Living in the Eye of the Storm (Acoustic) – 3:34
5. Too Close (Acoustic) – 3:14
6. Avelyn (Non Album Track) – 3:55

## Formazione
- Chris Taylor Brown - voce
- Robb Torres - chitarra
- Pete Charell - basso
- Dylan Howard - batteria, percussioni